# 水谷達夫
水谷 達夫（みずたに たつお、1911年（明治44年）10月2日 - 1998年（平成10年）8月27日）は、日本のピアニスト。音楽教育者。父は音楽教育家・音楽家、児童演劇教育家の水谷志奇男。ピアニストの石川（旧姓：水谷）百合子は三男三女の長女。ヴァイオリニストで歌手の水谷美月の大叔父にあたる。

## 経歴
愛知県名古屋市出身。4歳より父にピアノの手ほどきを受ける。東京音楽学校予科を経て、1933年（昭和8年）東京音楽学校本科器楽部卒業。1935年（昭和10年）同校研究科修了。福井直俊、田中規矩士、パウル・ヴァインガルテン、レオ・シロタ、レオニード・クロイツァーに師事。レオ・シロタ門下では、永井進、豊増昇とともに三羽烏と謳われたという。
1939年（昭和14年）東京音楽学校助教授任官、1949年（昭和24年）東京藝術大学教授に任官。この間、1954年（昭和29年） - 1955年（昭和30年）シュトゥットガルト音楽大学でアルフレッド・クロイッツにドイツ古典音楽研究、表現法、有鍵楽器の奏法を師事。1979年（昭和54年）東京藝術大学名誉教授となる。
アンサンブルを好み、木下保とは1935年（昭和10年）の第1回、第5 - 12回独唱会のピアニストを務め、1943年（昭和18年）9月第10回独唱会「信時潔歌曲の夕」において『沙羅』全曲初演の伴奏を行い、レコードが文部大臣賞を受賞している。また木下の還暦演奏会では『詩人の恋』『沙羅』を伴奏。他にも声楽家とのコンサートは年間75回の中山悌一との労音をはじめ、奥田智重子、戸田敏子、浅野千鶴子や、ヴァイオリンの江藤俊哉、フルートの吉田雅夫等とステージ、放送で共演。
幅広い演奏活動と併行して、教育者として数多くの大学にて教鞭をとる。東京藝術大学45年間、国立音楽大学20年間、桐朋学園大学11年間、上野学園大学5年間、神戸山手女子短期大学6年間、大分大学10年間、鹿児島大学、聖徳大学10年間。
1963年（昭和38年）にはNHK-TV『ピアノのおけいこ』講師として、娘の水谷百合子（司会・助手）とともに、お茶の間にピアノ教育を普及させた。
文部省教科書編集委員、文部省社会教育局主催コンクール審査員、毎日コンクール審査員、NHK全国学校音楽コンクール審査員、東京文化会館コンクール審査員、群馬コンクール審査員。日英音楽文化協会会員、日独音楽文化協会会員、演奏家文化協会会員、演連文化協会会員、日本演奏連盟特別会員等歴任。東京藝術大学大学院修士課程の設置準備に深く関わり、芸術教育研究の計画的整備について尽力。現在の「博士課程」の設置基礎を築く。
水谷の教えを受けた者はきわめて多数にのぼり、鬼頭恭一、伊藤栄一、小林秀雄、三石精一、久本成夫、小田野宏之、坂本博士、村田由美、木村由紀子、桑原由喜枝、森木洋子、涌井曄子、滝澤三枝子、横田伸子、小坂恵利乃、植田伸子、斎藤冨佐子、淡海悟郎、荻野治子、蔵田裕行、田中敦子、大野久美子、奥村晃博、佐藤英臣、八木宏子、岡﨑實俊、石川百合子、安井耕一、佐藤鈴子、原佳大、井上淳司、増田宏昭、中川さとみ、水谷直子（水谷達夫の次男、水谷迪夫の長女）などがいる。
1994年（平成6年）勲三等瑞宝章受賞。
1998年（平成10年）8月27日死去。86歳没。没日付をもって正四位に叙せられた。
1999年（平成11年）から、水谷の功績を記念して、P.I.A.Japan音楽コンクールにおいて、本選出場のなかで最も優れた伴奏者に『水谷達夫賞』を授与している。第1回受賞者は塚田佳男である。

## 主なディスコグラフィー
以下の保存音源以外にも、戦前のSPレコード吹込みを多数行っていたものと思われる。中には水谷達夫：作曲となっているものもある。
- 独唱：君が姿 木下保：作詞、 シューベルト：作曲、 木下保、 水谷達夫：ピアノ（コロムビア（戦前）、商品番号：33695、1939-12）[38]
- 独唱：小夜歌 堀内敬三：作詞、シューベルト：作曲、 木下保、水谷達夫：ピアノ（コロムビア（戦前）、商品番号：33694、1939-11）[38]
- 独唱：棒呈 水谷達夫：作曲、木下保（コロムビア（戦前）、商品番号：33749）[38]
- 独唱：楽に寄す 二宮徳馬：作詞、シューベルト：作曲、木下保、水谷達夫：ピアノ（コロムビア（戦前）、商品番号：33694、1939-11）[38]
- 独唱：海辺にて 二宮徳馬：作詞、シューベルト：作曲、木下保、水谷達夫：ピアノ（コロムビア（戦前）、商品番号：33695、1939-12）[38]
- 独唱：蓮花 木下保：作詞、水谷達夫：作曲、木下保（コロムビア（戦前）、商品番号：33749）[38]
- 木下保の藝術－信時潔、團伊玖磨 歌曲集－ CD 日本伝統文化振興財団
- 木下保の藝術－SP音源復刻盤－ CD 木下記念日本歌曲研究会／木下記念スタジオ（限定頒布）※上記『沙羅』を含む
- SP音源復刻盤 信時潔作品集成（2008年度（平成20年度）文化庁芸術祭大賞受賞）木下保『沙羅』他を担当 日本伝統文化振興財団